# Torneo Apertura 2025 Femenino (Guatemala)
El Torneo Apertura 2025 es el torneo corto número 34 del fútbol femenino guatemalteco, dando inicio a la temporada 2025−26 de la Liga Nacional de Fútbol Femenino de Guatemala.
El equipo ganador de este torneo se clasificará a la Copa Campeón de Campeones, en busca de clasificar a la Copa Interclubes de la UNCAF.

## Sistema de competición
El torneo se divide en dos partes:
- Fase de clasificación
- Fase final

### Fase de clasificación
Los 10 equipos se subdividen en dos grupos de cinco equipos cada uno, a fin de agilizar el calendario. El calendario regular establece sus enfrentamientos de modo que:
- 2 partidos a visita recíproca contra cada rival de grupo, para un total de 8 partidos a lo largo de 10 fechas
- 1 partido contra cada rival del grupo contrario sin visita recíproca, para un total de 5 partidos en 5 fechas.

Así pues, el calendario establece 13 juegos para cada equipo en un total de 15 fechas regulares.
La disposición de puntos es la siguiente
- Por victoria, se obtendrán 3 puntos.
- Por empate, se obtendrá 1 punto.
- Por derrota no se obtendrán puntos.

Al finalizar las 15 jornadas totales, la tabla se ordenará con base en los clubes que hayan obtenido la mayoría de puntos, en caso de empates, se toman los siguientes criterios:
1. Puntos
2. Puntos obtenidos entre los equipos empatados
3. Diferencial de goles
4. Goles anotados
5. Goles anotados en condición visitante.

### Fase final
Al final de la fase de clasificación, cuatro equipos pasarán a la siguiente ronda según una tabla general.
Una vez determinados los clasificados, se recurrirá a la tabla general para realizar los enfrentamientos, de la siguiente forma:
1° vs 4°
2° vs 3°
Los clubes vencedores en los partidos de semifinales serán aquellos que en los dos juegos anoten el mayor número de goles. De existir empate en el número de goles anotados, la posición se definirá a favor del club con mayor cantidad de goles a favor cuando actúe como visitante.
Si una vez aplicado el criterio anterior los clubes siguieran empatados, se observará la posición de los clubes en la tabla general de clasificación.
Los ganadores de las semifinales se enfrentarán en la Gran Final, disputándose a ida y vuelta, el mejor clasificado entre los finalistas jugará el último partido en su estadio.

## Equipos participantes
| Equipo              | Estadio                     | Ciudad                | Capacidad |  |
| ------------------- | --------------------------- | --------------------- | --------- |  |
| Huehuetecas FC      |                             |                       |           |  |
| Xelajú MC           | Mario Camposeco             | Quetzaltenango        | 11 226    |  |
| UNIFUT Antigua      | Guillermo Slowing           | Amatitlán             | 8,000     |  |
| Cremas Femenino     | Cementos Progreso           | Ciudad de Guatemala   | 17 000    |  |
| Municipal           |                             | Ciudad de Guatemala   |           |  |
| Suchitepéquez       |                             |                       |           |  |
| Nueva Santa Rosa    |                             |                       |           |  |
| Cobaneras           | INJAV                       | Cobán                 | n/d       |  |
| CFF USAC            | Revolución                  | Ciudad de Guatemala   |           |  |
| Cuilco              | Municipal Regional          | Cuilco, Huehuetenango | 1.000     |  |
| Villa Nueva CDS     |                             |                       |           |  |
| Unifut Juvenil      |                             |                       |           |  |
| Deportivo Guatemala | Universidad Rafael Landivar | Ciudad de Guatemala   |           |  |
| Antigua GFCF        |                             | Antigua Guatemala     |           |  |

## Fase de clasificación

### Tabla general
| Pos. | Equipos             | PJ | PG | PE | PP | GF | GC | Dif. | PTS | Clasificación |
| ---- | ------------------- | -- | -- | -- | -- | -- | -- | ---- | --- | ------------- |
| 1    | Huehuetecas FC      | 1  | 1  | 0  | 0  | 9  | 0  | 9    | 3   | Fase final    |
| 2    | Xelajú MC           | 1  | 1  | 0  | 0  | 6  | 0  | 6    | 3   | Fase final    |
| 3    | UNIFUT Antigua      | 1  | 1  | 0  | 0  | 6  | 1  | 6    | 3   | Fase final    |
| 4    | Cremas Femenino     | 1  | 1  | 0  | 0  | 4  | 0  | 4    | 3   | Fase final    |
| 5    | Municipal           | 1  | 1  | 0  | 0  | 2  | 0  | 2    | 3   |               |
| 6    | Suchitepéquez       | 1  | 1  | 0  | 0  | 1  | 0  | 1    | 3   |               |
| 7    | Nueva Santa Rosa    | 0  | 0  | 0  | 0  | 0  | 0  | 0    | 0   |               |
| 8    | Cobaneras           | 0  | 0  | 0  | 0  | 0  | 0  | 0    | 0   |               |
| 9    | CFF USAC            | 1  | 0  | 0  | 1  | 0  | 1  | -1   | 0   |               |
| 10   | Cuilco              | 1  | 0  | 0  | 1  | 0  | 2  | -2   | 0   |               |
| 11   | Villa Nueva CDS     | 1  | 0  | 0  | 1  | 0  | 4  | -4   | 0   |               |
| 12   | Unifut Juvenil      | 1  | 0  | 0  | 1  | 1  | 6  | -6   | 0   |               |
| 13   | Deportivo Guatemala | 1  | 0  | 0  | 1  | 0  | 6  | -6   | 0   |               |
| 14   | Antigua GFCF        | 1  | 0  | 0  | 1  | 0  | 9  | -9   | 0   |               |